# Paseo Eduardo Victoria de Lecea
El paseo Eduardo Victoria de Lecea es un paseo ubicado en la villa de Bilbao y surgido a raíz de la remodelación de la zona de Abandoibarra. Situado entre la plaza Euskadi y el Museo de Bellas Artes de Bilbao, por un lado, y la avenida Abandoibarra, por otro, discurre en paralelo al parque Casilda Iturrizar y a la calle Lehendakari Leizaola. Su denominación es un homenaje al alcalde de Bilbao homónimo. No debe confundirse ya con el antiguo paseo en homenaje del falangista Rafael Sánchez Mazas, calle retirada por sentencia judicial.

## Edificios y estatuaria de interés
Diversos edificios reseñables rodean el Paseo Eduardo Victoria de Lecea. En orden desde el Museo de Bellas Artes de Bilbao hacia la ría (avenida Abandoibarra) son:
- Edificio Artklass de Robert Krier.
- Edificio Etxargi de César Portela.
- Residencial Parkeder, de Iskander Atutxa y Jon Urrutikoetxea.
- Viviendas en la calle Lehendakari Leizaola, de Luis Peña Ganchegui.
- Hotel Meliá Bilbao, de Ricardo Legorreta Vilchis.

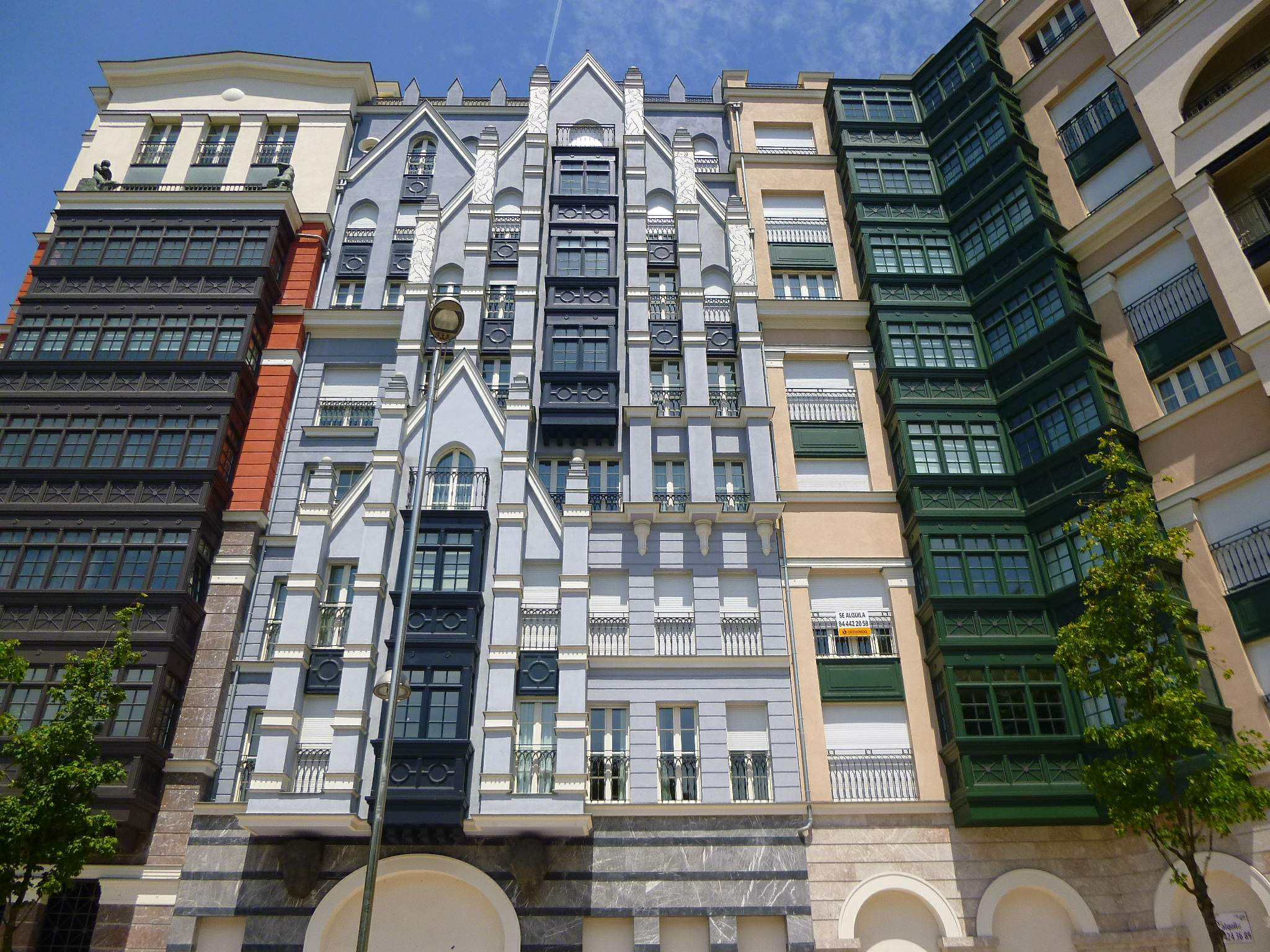
Edificio Artklass
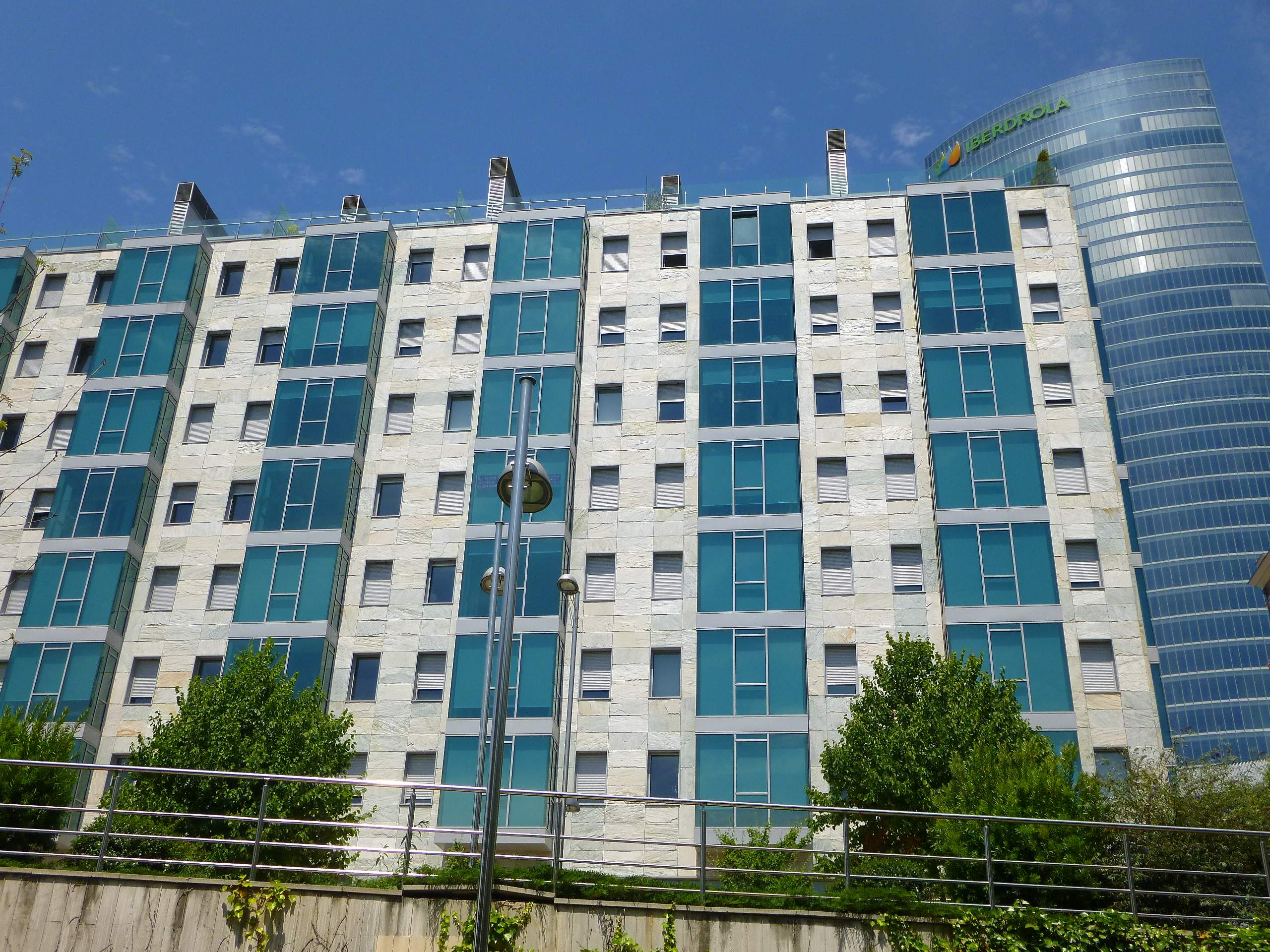
Edificio Etxargi
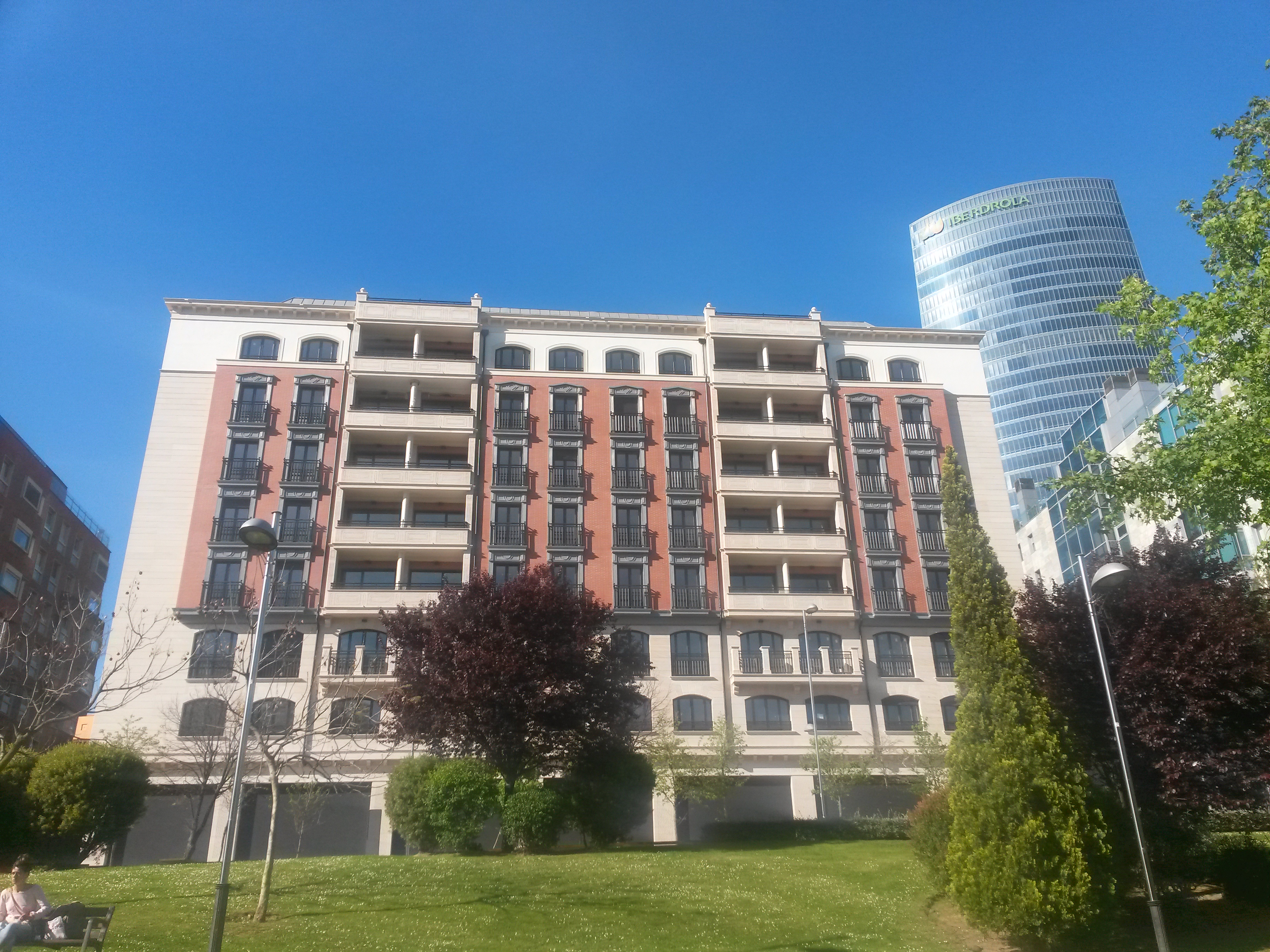
Residencial Parkeder
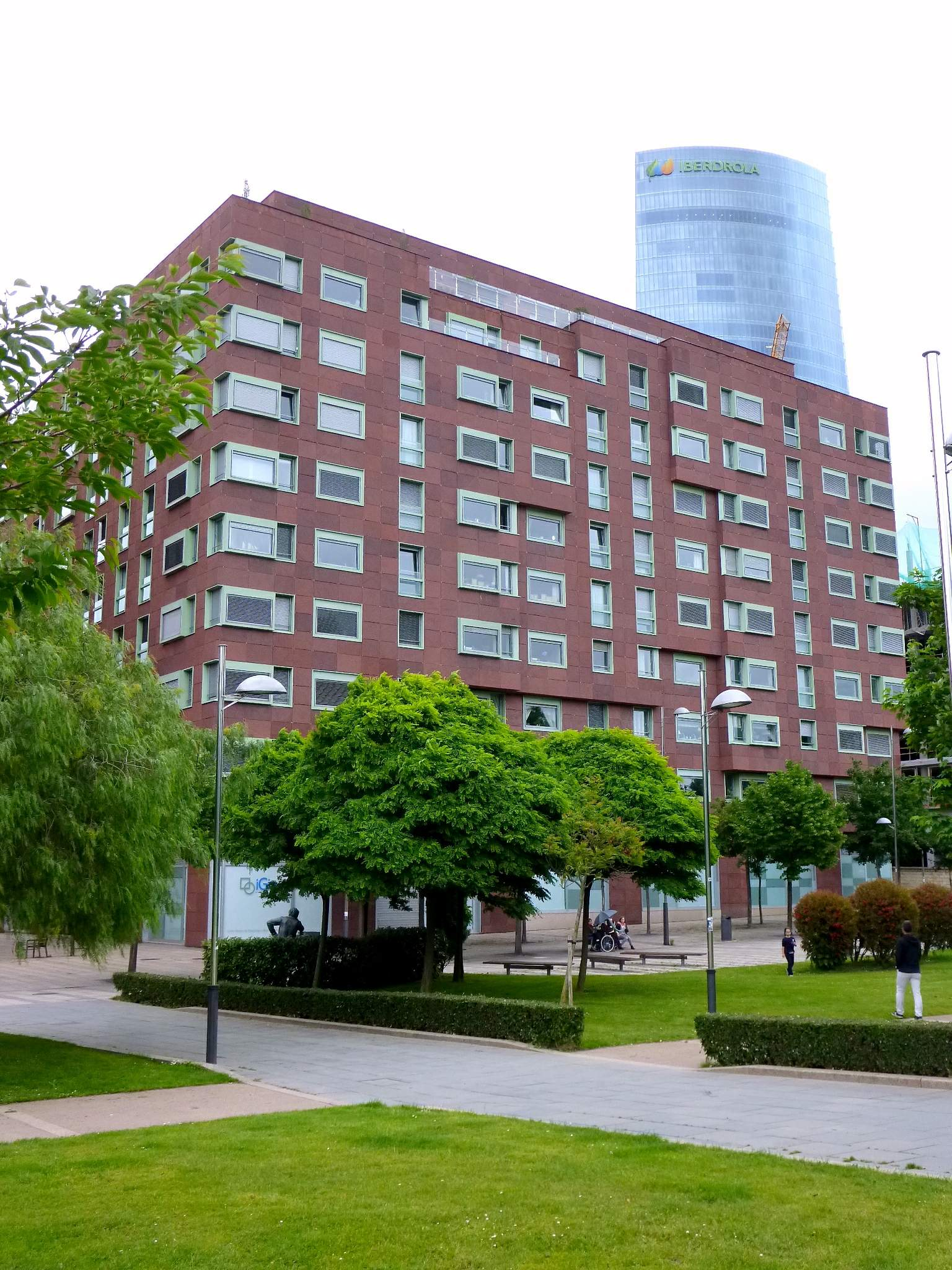
Viviendas de Luis Peña Ganchegui
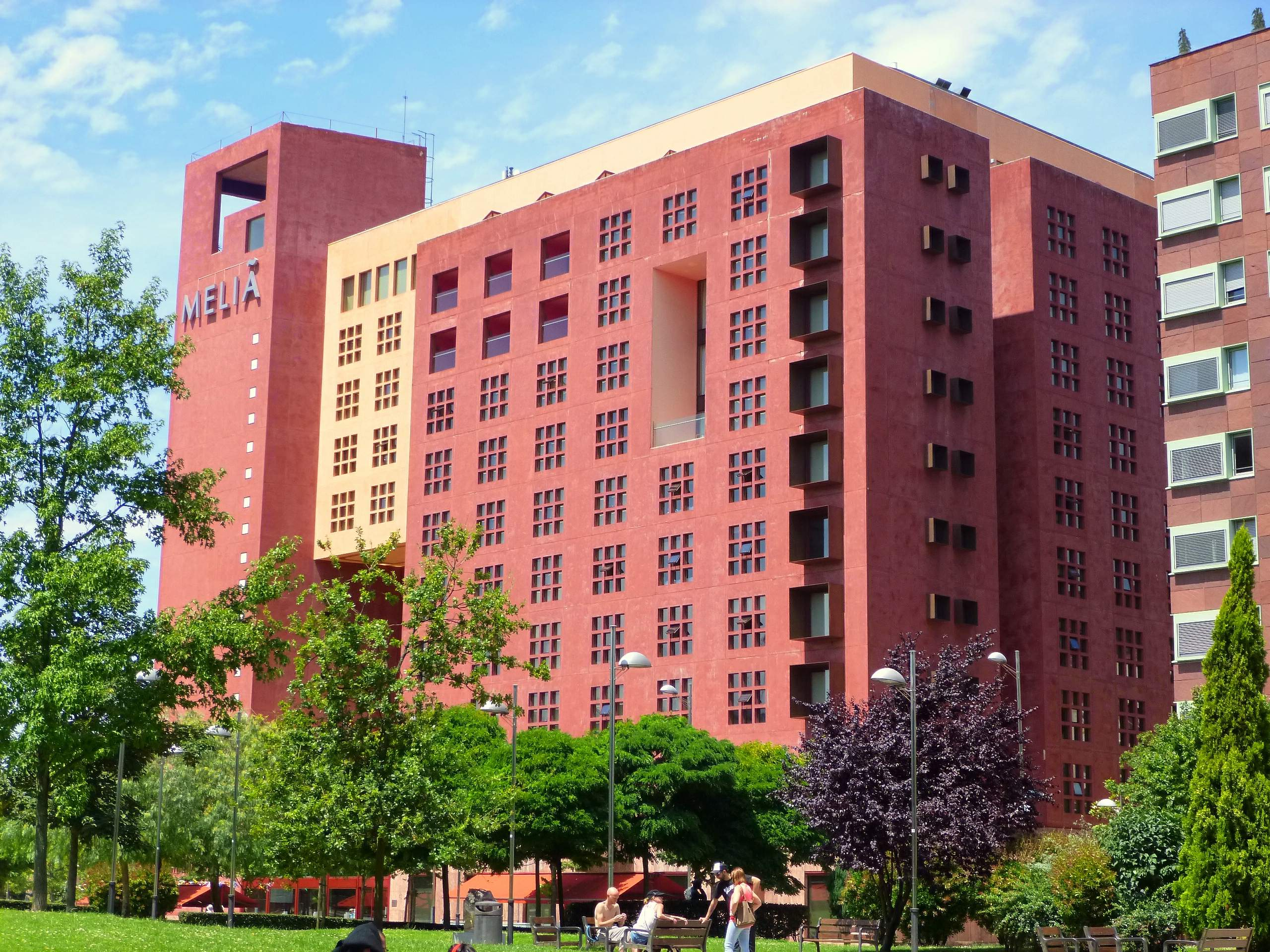
Hotel Meliá Bilbao

Varias esculturas y estatuas conmemorativas se despliegan a lo largo del paseo:
- Monumento al Maestro Aureliano del Valle.[3]
- Placa de bronce en recuerdo a Lope y Cleto de Alaña, impulsores de la Sociedad Coral de Bilbao, la Sociedad Filarmónica, el Conservatorio y la Orquesta Sinfónica de Bilbao.[4]
- Monumento al profesor de música y compositor Jesús María Loroño Elguezábal.[5]
- Monumento a Giuseppe Verdi.[6]

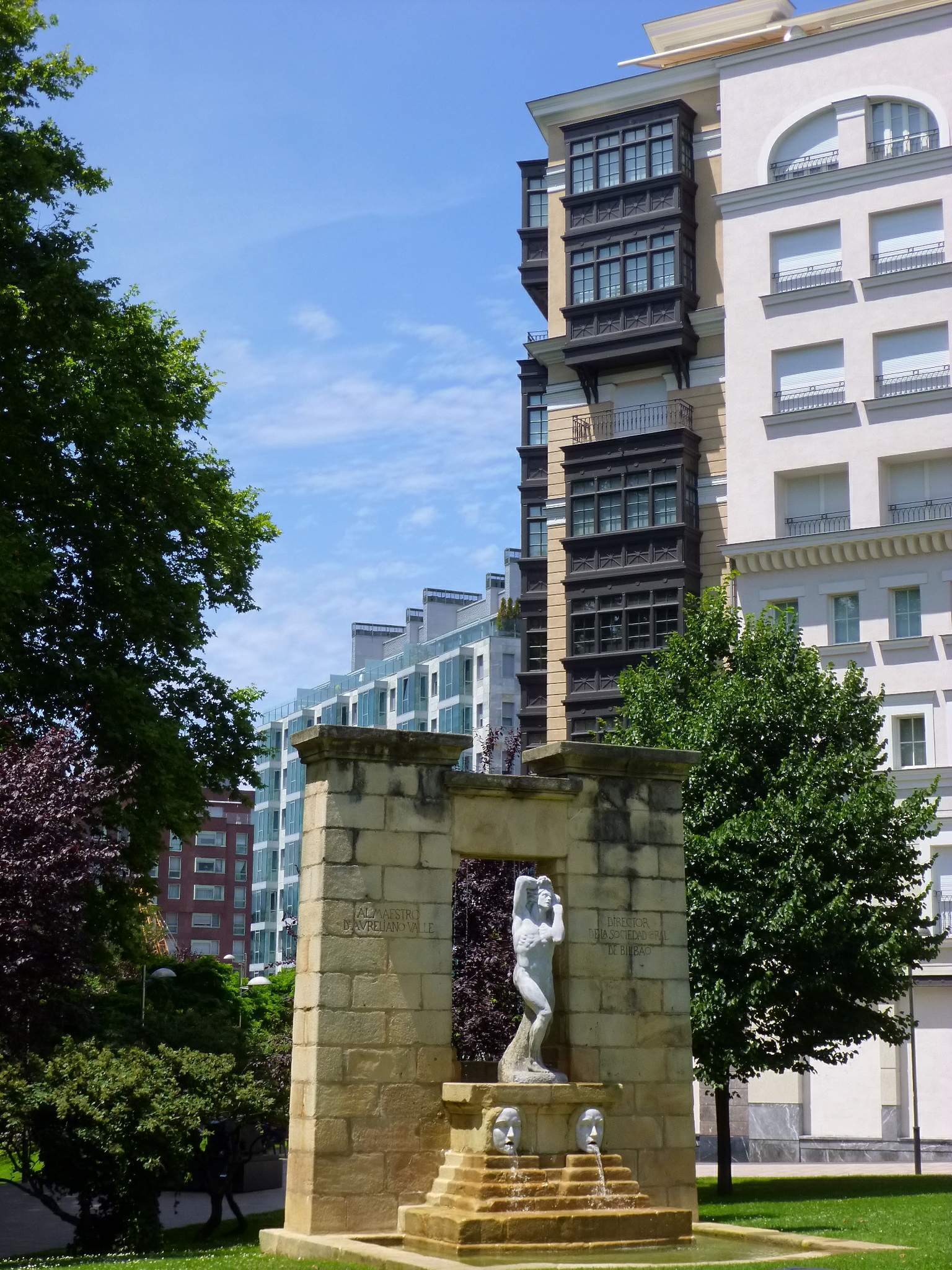
Monumento a Aureliano del Valle
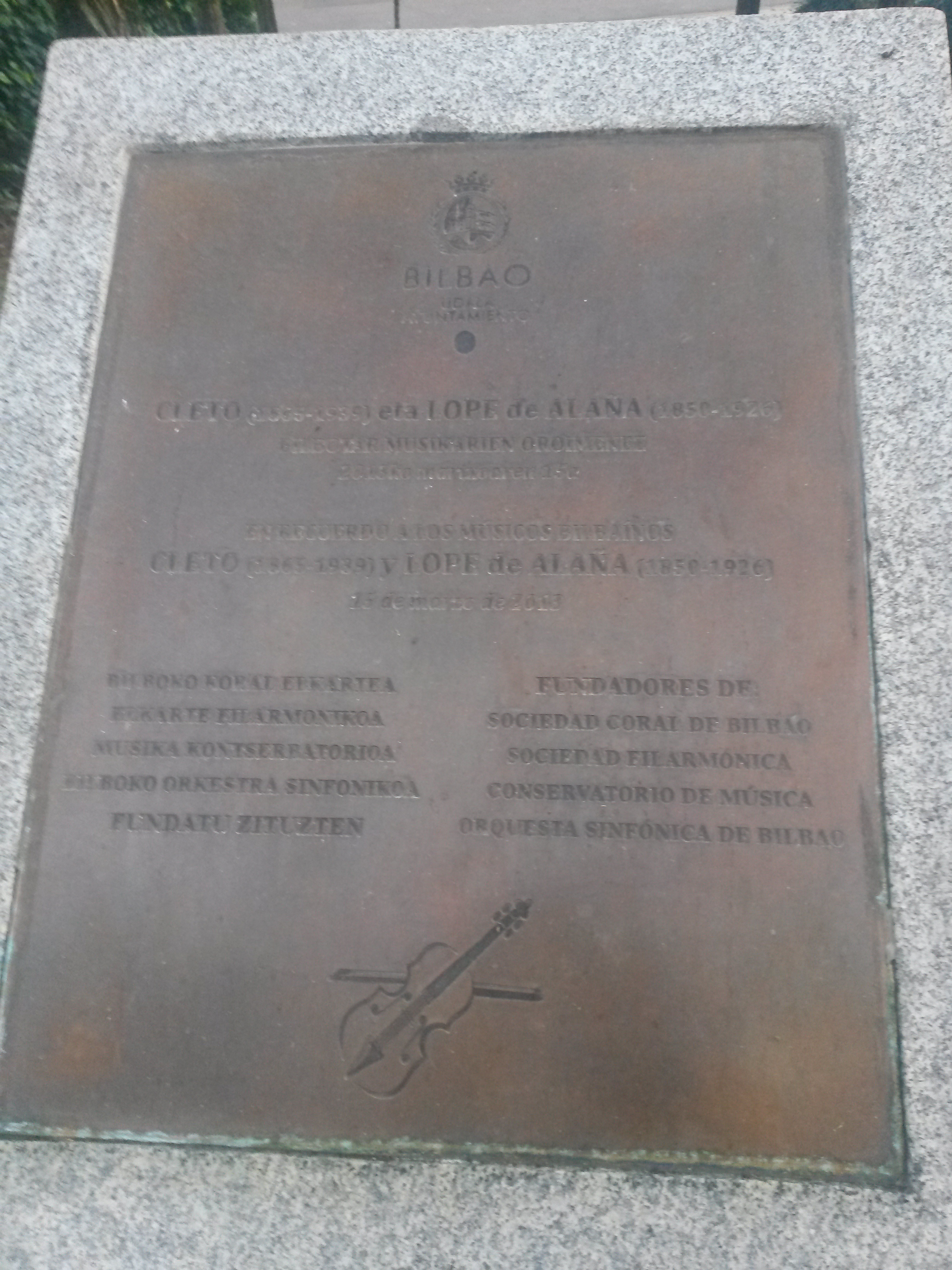
Placa de bronce en recuerdo a Lope y Cleto de Alaña
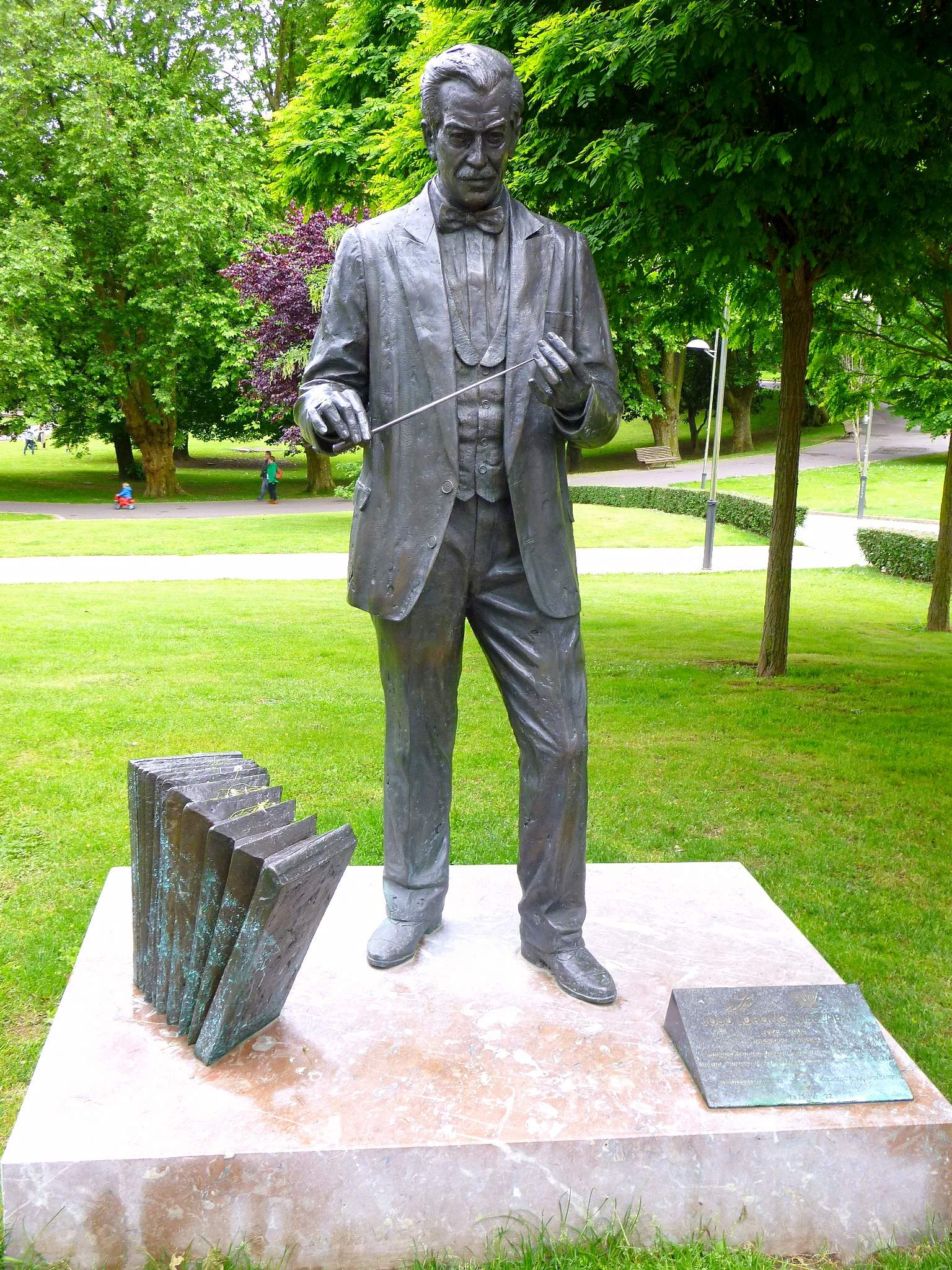
Monumento a Jesús Loroño
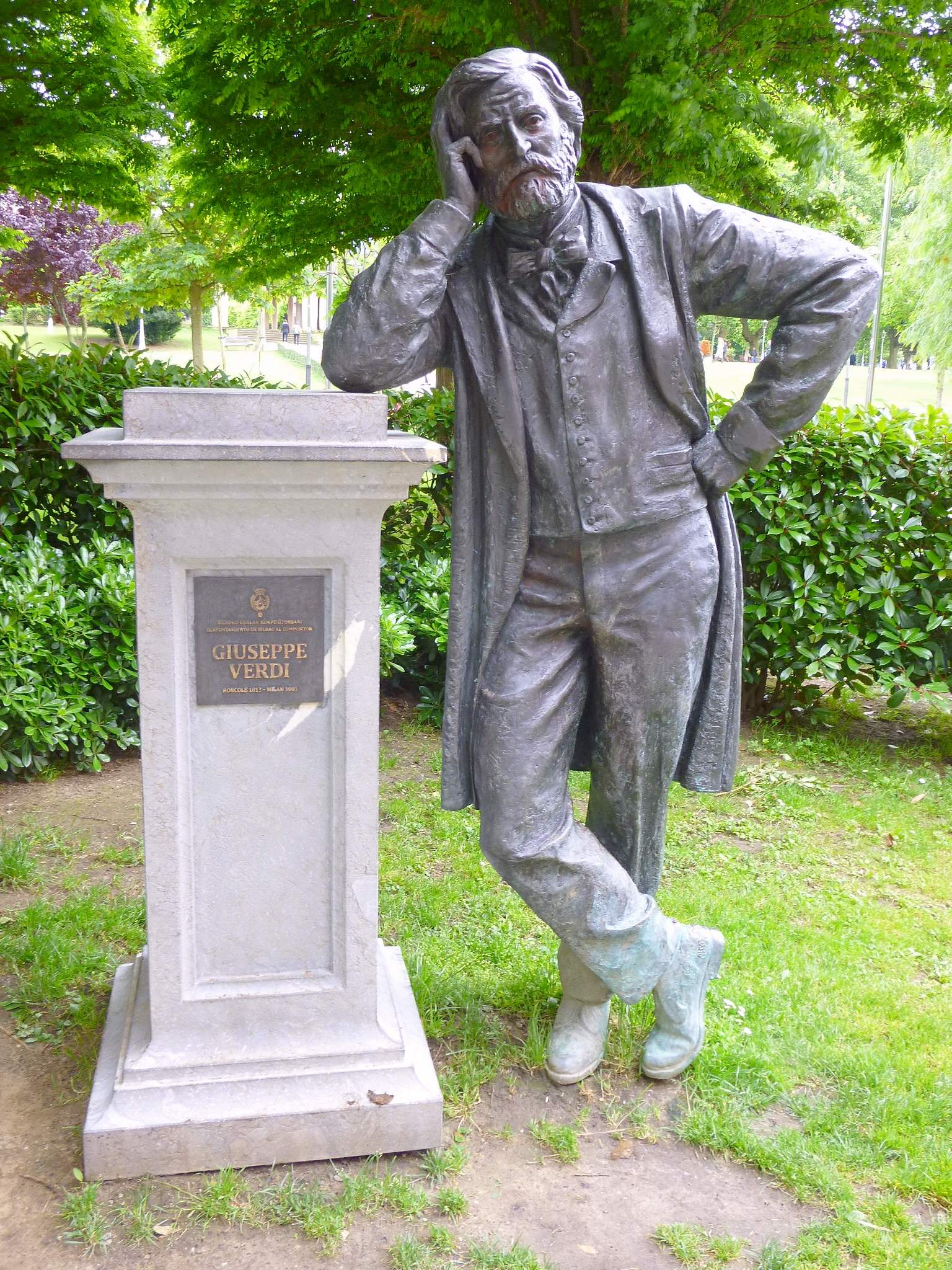
Monumento a Giuseppe Verdi

## Medios de transporte
- Estación de Moyua del metro de Bilbao.
- Estaciones de Euskalduna y Abandoibarra del tranvía de Bilbao.